# Carrière Verreault
Pour les articles homonymes, voir Verreault.
La carrière Verreault est une carrière de pierre calcaire située dans l'arrondissement Beauport de la ville de Québec (Canada) et exploitée depuis l'époque de la Nouvelle-France au XVIIe siècle.
L'exploitation de la carrière débute vers 1647 par les Jésuites, pour fournir la pierre calcaire nécessaire à la construction de leurs édifices et de maisons dans la région de la ville de Québec. La carrière changera plusieurs fois de propriétaire ; Elzéar Verreault l'achète en 1912 et elle restera aux mains de ses descendants jusqu'en 1967. C'est la plus ancienne carrière toujours en exploitation en Amérique.

## Géologie
Vestiges de l'ancienne mer de Champlain, les rives du fleuve Saint-Laurent sont couvertes de strates de calcaire plutôt minces (variant souvent autour de 7 cm d'épaisseur dans la carrière des Jésuites) qui affleurent la surface et qui sont faciles à détacher et à tailler en pierres de construction. Le rapport du Ministère des Mines du Canada, par M.-F. Goudge en 1935, décrit plus d'une centaine de carrières dans la province de Québec incluant la roche de Giffard : « le calcaire calcique impur, bleu brun foncé, à grain fin et presque en plateure (horizontal), en couches minces et interstratifié de schiste bitumineux noir et dur est à découvert dans un escarpement élevé sur la rive occidentale de la rivière Beauport, immédiatement au nord du village de Giffard, et il est extrait de deux grandes carrières en vue de la pierre concassée, des moellons et de la pierre d'enrochement ».
Depuis l'époque de Champlain (1608), le calcaire schisteux du Cap Diamant, sur lequel est construite la ville de Québec, était utilisé pour la construction. Malgré la distance de 7 km (qui est importante dans une région à peine habitée),  le calcaire de Beauport, plus dur et plus résistant aux intempéries, a été exploité pour construire les murs extérieurs, les voûtes, les chaînages d'angle, ainsi que les jambages des portes et fenêtres.                                         

## Histoire

### Exploitation par les Jésuites
En 1626, la Seigneurie de Notre-Dame-des-Anges est concédée aux missionnaires Jésuites  au nord de la rivière Saint-Charles, près de l'embouchure de celle-ci sur le fleuve St-Laurent. Sa superficie sera augmentée à trois reprises vers l'Est le long de la rive nord du fleuve pour atteindre la rivière Beauport de la seigneurie de Beauport appartenant à Robert Giffard. En 1645 Robert Giffard, désirant construire son moulin banal à l'embouchure de la rivière, signe une entente avec les Jésuites pour modifier la limite entre les deux seigneuries, en ligne droite plutôt que de suivre la rivière ; cela lui permet d'obtenir le contrôle d'une bande de terrain à l'Ouest de la rivière où se trouve la carrière qui demeure la propriété des Jésuites. La carrière sera toujours exploitée à partir de la Seigneurie Notre-Dame-des-Anges dans ce qui deviendra le village de Giffard dont la limite Est suivra de nouveau le cours de la rivière. Aujourd'hui, la ville de Giffard est intégrée à l'arrondissement de Beauport de la ville de Québec.
En 1647, Jacques Badeau et son épouse sont engagés comme métayers par les Jésuites pour leur ferme située à l'Est de leur seigneurie. En 1650, Pierre Parent arrive de France et travaille pour les Jésuites sous la responsabilité de Badeau. En 1651, les Jésuites leur cèdent deux lots adjacents, celui de Badeau étant aux limites de la seigneurie de Beauport et son contrat l'autorise à couper du bois sur un lopin situé au nord où se trouve déjà une carrière que les Jésuites se réservent. Jacques Badeau décède le 17 août 1658. Le 14 avril 1660, les Jésuites cèdent la carrière à Pierre Parent.

### Exploitation par la famille Parent
En 1654, Pierre Parent épouse Jeanne, la fille de Jacques Badeau ; ils auront 18 enfants dont 14 fils. En 1670, Pierre Parent fait l'acquisition des parts des autres héritiers de Jacques Badeau et entreprend l'exploitation commerciale de la carrière avec ses fils. Jeanne est une femme d'affaires puisqu'on retrouve son nom dans les archives sur plusieurs contrats importants de fourniture de pierres de taille, de pierre commune et de chaux. La carrière fournit la pierre de plusieurs édifices importants de Québec dont le Séminaire, le monastère des Ursulines, le palais épiscopal. Les descendants de Pierre Parent, dont plusieurs deviendront tailleur de pierre ou maçon, exploiteront la carrière jusqu'en 1912 sur une période de 250 ans, excepté pendant quelques années au début du dix-neuvième siècle. Ils se construiront de belles maisons de pierre dans les environs ainsi que pour les notables de Québec.

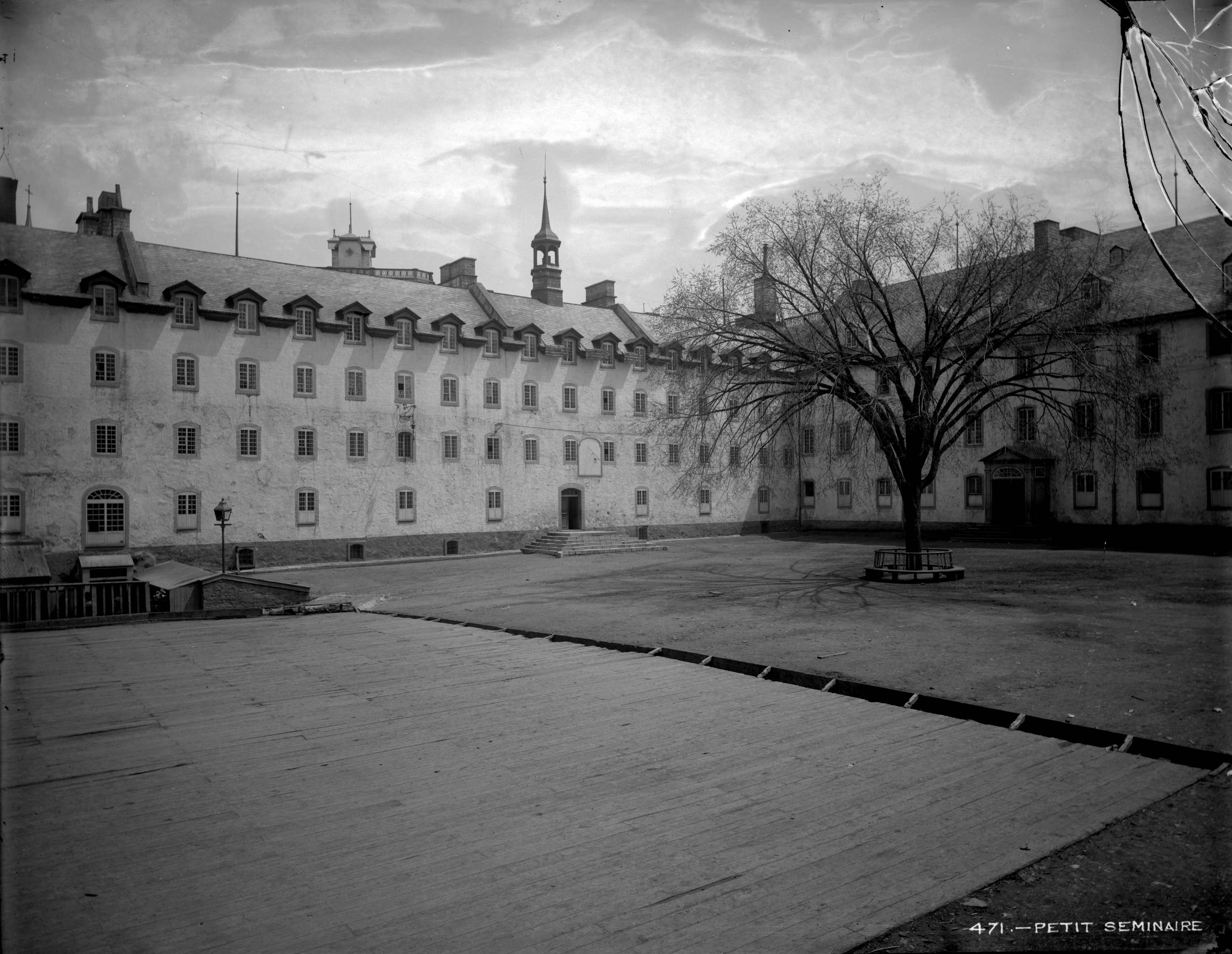
Séminaire de Québec vers 1900 (construit en 1677).
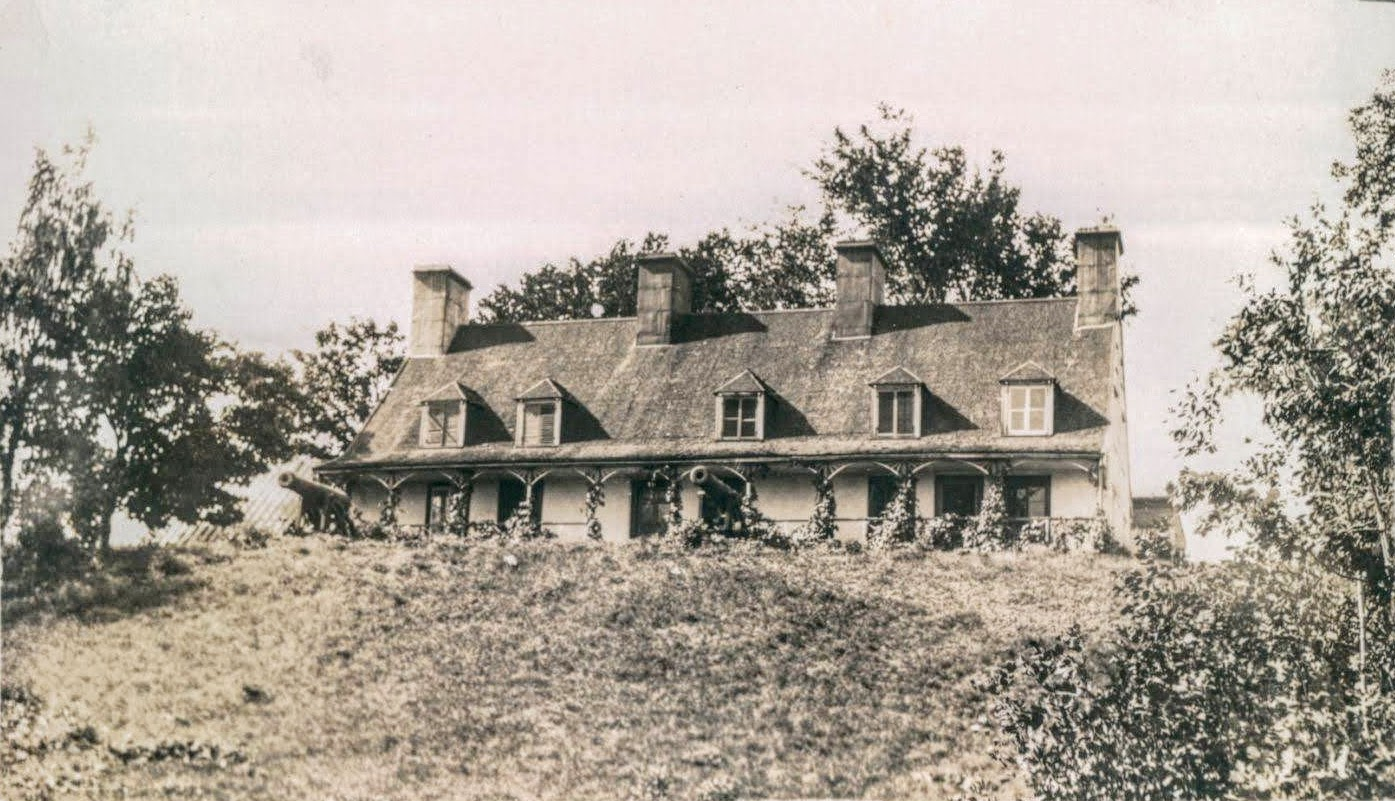
Résidence de François Parent en 1920 (construite avant 1759).
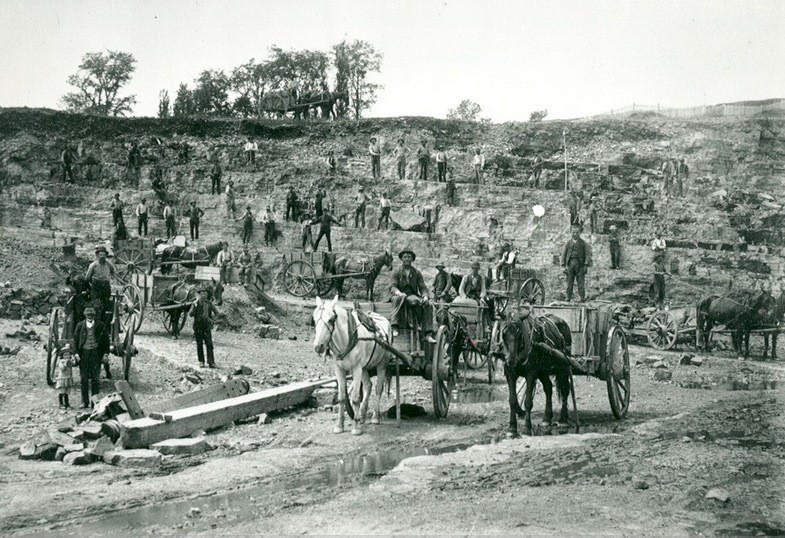
François Parent propriétaire de la carrière vers 1886 (descendant du 1ier François Parent).

### Carrière Elzéar Verreault
Elzéar Verreault habite à Québec et y fait le commerce de la pierre. En 1912, il achète la carrière à la famille Parent. En 1926, la carrière est incorporée sous le nom de Carrière Elzéar Verreault Ltée, nom qu'elle portera jusqu'en 1967. Une carrière adjacente, côté Est, est exploitée à partir de 1916 par la Quebec Brick Co. Ltd sous le nom de Quebec Quarry Ltd (Carrière de Québec) qui deviendra en 1927 la Carrière St-Laurent Ltée, puis en 1929, la Carrière Giffard Ltée (Elzéard Verreault Ltée achètera la carrière Giffard en 1957 ; une carte dans « Quebec Harbour » de W.F. Maxwell, en 1889, indique déjà la présence de 2 carrières).    
Avec son fils Arthur, Elzéar accélère la mécanisation des opérations : dynamitage (au début, forage manuel à la barre à mine et à la masse), pelle mécanique actionnée à la vapeur (alimentée au charbon), usine de concassage et camions de une tonne. Les parois de la carrière sont taillées à la dynamite en échelons étroits (moins de 6 m) et les débris de roche restants sont poussés manuellement vers le fond de la carrière où une pelle mécanique à vapeur, alimentée au charbon, charge un camion qui déversera la pierre à l'usine de concassage.    
C'est son petit-fils Roland qui installe la première usine de béton en 1950 et fait l'acquisition de 28 bétonnières (ready mix) à cabine rouge et bétonnière gris pâle. L'année suivante, un garage plus vaste est construit pour l'entretien de la flotte de bétonnières. La carrière Chateau Quarry Ltd de Château Richer est achetée de A. J. Turner en 1955.
Vers 1960, la carrière Elzéar Verreault Ltée achète le lot de la famille Parent qui la sépare de la carrière Giffard Ltée. Une nouvelle usine de concassage est alors construite au centre de l'ancienne carrière Giffard (annexée en 1957) ; les deux carrières sont fusionnées et couvrent une superficie de 28 hectares. En 1962, environ 275 000 tonnes (impériales) sont minées ; la carrière emploie 60 personnes et n'opère que 10 mois par an mais la vente de béton se poursuit à l'année et totalise environ 100 000 verges cubes (76 000 m3) ce qui absorbe approximativement 50 % de la pierre concassée produite . Vers 1964, la carrière achète à bon prix de la machinerie de forage et des camions diesel de 25 tonnes devenus disponibles à la fin des travaux au barrage de Manic 5. En 1967, après 55 ans d'exploitation par la famille Verreault, la carrière Elzéar Verreault Ltée est vendue à Ciment Québec Inc.

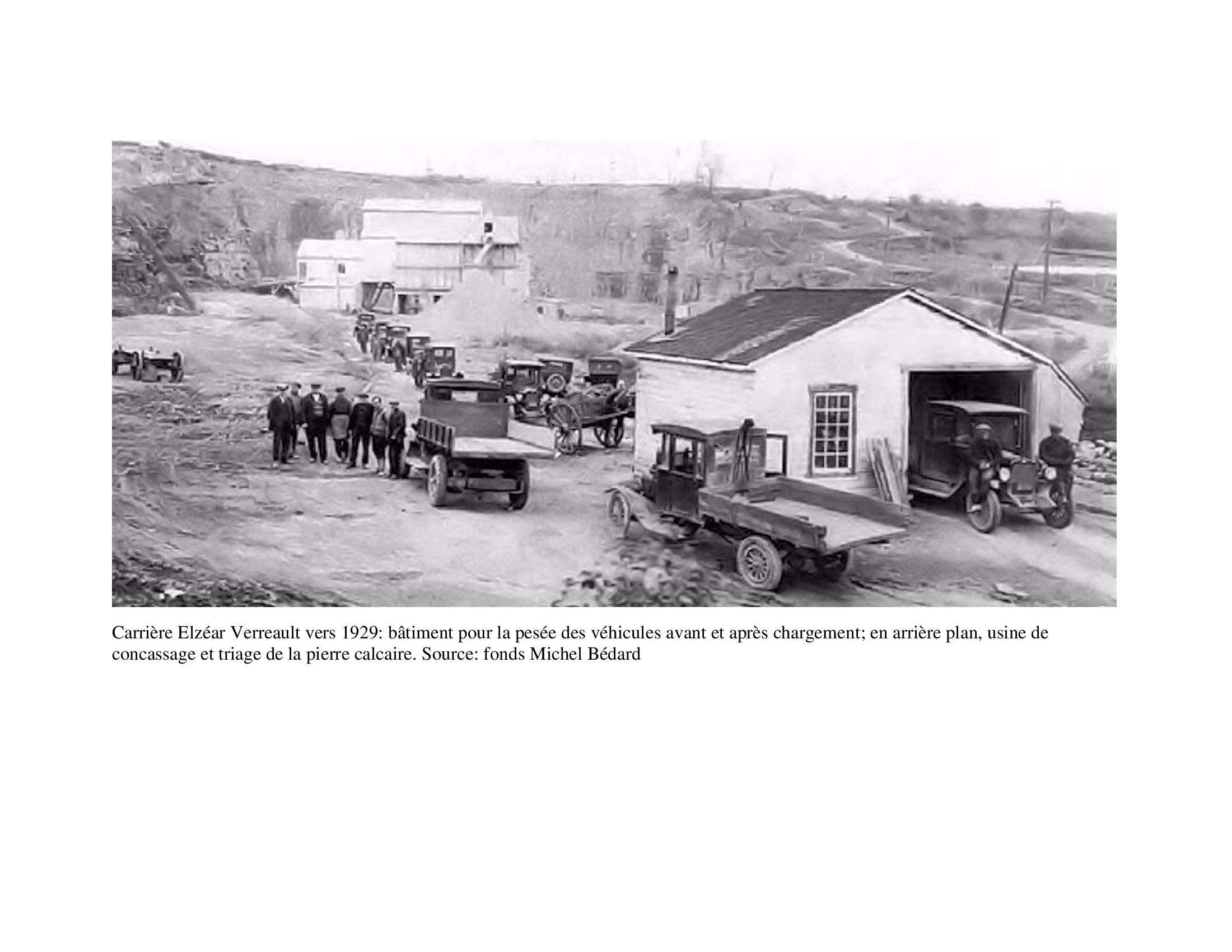
Carrière en 1929.
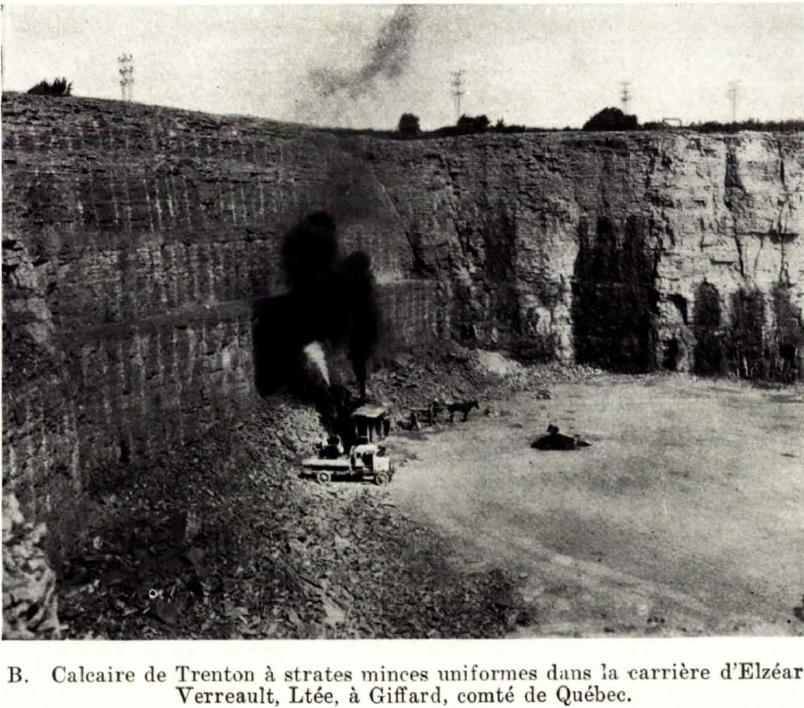
Carrière en 1935.

### Ciment Québec
En 1967, Ciment Québec achète la carrière et la fusionne avec la compagnie Frontenac pour créer Verreault-Frontenac. En 1993, l’entreprise prend le nom d’Unibéton, une division de Ciment Québec. En 2008, 66 employés travaillent à la carrière qui produit 350 mille tonnes métriques de pierre concassée.  Aujourd'hui (mai 2020), enclavée par le développement urbain, la carrière est toujours en opération. L'extraction de la pierre s'effectue sur toute la surface disponible sauf pour la parcelle occupée par l'usine à béton préparé qui est au niveau de la surface originale.